# Tinet
Tinet, acrònim de Tarragona Internet és una xarxa ciutadana. Va ser la primera a crear-se a Espanya, el 1995 per Manel Sanromà i d'altres professors de l'entorn de la Universitat Rovira i Virgili de Tarragona. Mesos després la seguirien altres xarxes ciutadanes com VallesNET o BCNet.
Va ser la tercera xarxa ciutadana en crear-se a nivell europeu, després de les xarxes IPERBOLE de Bolonya i RCM (Rete Civica di Milano) de Milà. Tinet va néixer amb l'objectiu de contribuir a l'alfabetització digital. La seva millor actuació va consistir a oferir la connexió a Internet de franc, en uns moments en què aquesta resultava bastant cara.

## Història
En un moment en què Internet era una tecnologia pràcticament desconeguda per al gran públic, un grup vinculat a la Universitat Rovira i Virgili de Tarragona, conscients del que podia representar aquesta tecnologia, van posar-se a treballar per a posar-la a l'abast de tots els ciutadans. Així va néixer el projecte Tecla, que va prendre forma a les jornades Univerciutat, donant lloc al naixement de Tinet a l'octubre de 1995, convertint-se en la primera xarxa ciutadana a l'Estat espanyol i una de les tres primeres d'Europa.
En un moment en què les línies per connectar-se a Internet (a través dels pocs proveïdors privats que oferien aquest servei) eren realment cares, Tinet oferia connexió a Internet a un preu simbòlic a tots els ciutadans, entitats i empreses, gràcies al suport de l'Ajuntament de Tarragona. Com és de suposar, el creixement inicial va ser exponencial.